# Eleccions regionals de Trentino-Tirol del Sud de 1948
Les eleccions regionals de Trentino-Tirol del Sud de 1948 per a escollir el primer Consell Regional del Trentino-Tirol del Sud se celebraren el 28 de novembre de 1948. La participació fou del 84,0%.

## Resultats

### Total regional
| Partits                                      | vots    | %      | Escons |
| -------------------------------------------- | ------- | ------ | ------ |
| Democràcia Cristiana Italiana                | 130.604 | 36,73  | 17     |
| Südtiroler Volkspartei                       | 107.249 | 30,16  | 13     |
| Partit Popular Trentino Tirolès              | 33.137  | 9,32   | 4      |
| Partit Socialista Italià                     | 22.512  | 6,33   | 3      |
| Partit Comunista Italià                      | 16.815  | 4,73   | 2      |
| Partit Socialista dels Treballadors Italians | 16.528  | 4,65   | 3      |
| Lliga Nacional Anti Autonomista              | 6.118   | 1,72   | 1      |
| Unió d'Indipendents                          | 5.674   | 1,60   | 1      |
| Moviment Social Italià                       | 4.662   | 1,31   | 1      |
| Autonomia Tridentina                         | 4.065   | 1,14   | -      |
| Autonomistes Independents                    | 2.994   | 0,84   | 1      |
| Partit Liberal Italià                        | 2.628   | 0,74   | -      |
| Partit Republicà Italià                      | 1.772   | 0,50   | -      |
| Partit Socialdemocràtic Sudtirolès           | 804     | 0,23   | -      |
| Total                                        | 355.562 | 100,00 | 46     |

Font: Regió Trentino-Alto Adige

### Província deTrento
| Partits                                      | vots    | %      | Escons |
| -------------------------------------------- | ------- | ------ | ------ |
| Democràcia Cristiana Italiana                | 113.509 | 57,64  | 15     |
| Partit Popular Trentino Tirolès              | 33.137  | 16,83  | 4      |
| Partit Socialista Italià                     | 14.587  | 7,41   | 2      |
| Partit Socialista dels Treballadors Italians | 11.637  | 5,91   | 2      |
| Partit Comunista Italià                      | 10.534  | 5,35   | 1      |
| Lliga Nacional Anti Autonomista              | 6.118   | 3,11   | 1      |
| Autonomistes Independents                    | 2.994   | 1,52   | 1      |
| altres                                       | 4.400   | 2,23   | -      |
| Total                                        | 196.916 | 100,00 | 26     |

Font: Regió Trentino-Alto Adige

### Província de Bolzano
| Partits                                 | vots    | %      | Escons |
| --------------------------------------- | ------- | ------ | ------ |
| Südtiroler Volkspartei                  | 107.249 | 67,60  | 13     |
| Democràcia Cristiana Italiana           | 17.095  | 10,78  | 2      |
| Partit Socialista Italià                | 7.925   | 4,99   | 1      |
| Partit Comunista Italià                 | 6.281   | 3,96   | 2      |
| Unió d'Independents                     | 5.674   | 3,58   | 1      |
| Partit Socialista Treballadors Italians | 4.891   | 3,08   | 1      |
| Moviment Social Italià                  | 4.662   | 2,94   | 1      |
| altres                                  | 4.869   | 3,07   | -      |
| Total                                   | 158.646 | 100,00 | 20     |

Font: Regió Trentino-Alto Adige